# 江田孝臣
江田 孝臣（えだ たかおみ、1956年 -）は、日本の文学者、アメリカ文学者。現在、早稲田大学文学学術院教授。専門は、アメリカ文学、アメリカ詩。

## 略歴
- 1956年：鹿児島県に生まれる
- 1975年：千葉県立東葛飾高等学校卒業
- 1979年：千葉大学人文学部人文学科英文学専攻卒業
- 1985年：東京都立大学 (1949-2011)大学院博士課程人文科学研究科英文学専攻退学
- 1982年：東邦大学非常勤講師
- 1985年：中央大学経済学部専任講師
- 1989年：同大学経済学部助教授
- 2003年：早稲田大学文学部助教授
- 2004年：同大学文学部教授
- 2007年：早稲田大学文学学術院教授 [1]

## 著作
- 『エミリ・ディキンスンを理詰めで読む 新たな詩人像をもとめて』春風社, 2018
- 『『パターソン』を読む ウィリアムズの長篇詩』春風社, 2019.

### 翻訳
- ヘレン・ヴェンドラー『アメリカの抒情詩 多彩な声を読む』飯野友幸共訳. 彩流社, 1993
- D.W.ライト 編『アメリカ現代詩101人集』沢崎順之助, 森邦夫共訳. 思潮社, 1999
- 『ナボコフ書簡集 1』ドミトリ・ナボコフ, マシュー・J.ブルッコリ編, みすず書房, 2000
- ディミートリーズ・P.トリフォノポウロス, スティーヴン・J.アダムズ共編『エズラ・パウンド事典 (アメリカ文学ライブラリー 雄松堂出版, 2009
- F.O.マシーセン『アメリカン・ルネサンス エマソンとホイットマンの時代の芸術と表現』(SUPモダン・クラシックス叢書) 飯野友幸, 大塚寿郎, 高尾直知,堀内正規共訳. 上智大学出版, 2011
- ノースロップ・フライ『ダブル・ヴィジョン 宗教における言語と意味』新教出版社, 2012